# Clóvis Stenzel
Clóvis Stenzel (Osório, 1924 — Gramado, 9 de julho de 2014) foi um político brasileiro, deputado estadual, e um defensor do Golpe de 1964 e do Regime Militar.
Exerceu cargos políticos no Espírito Santo e no Rio Grande do Sul. No Espírito Santo foi deputado estadual pelo PSD e secretário do Interior e Justiça.
No Rio Grande do Sul foi eleito suplente de deputado federal pela Arena nas eleições de 1966, assumindo como deputado quando da nomeação de Tarso Dutra como Ministro da Educação. Foi reeleito nas eleições de 1970, tendo sido membro da Comissão de Segurança da Câmara Federal.  Também foi secretário no governo do prefeito Loureiro da Silva em Porto Alegre. Considerado ventríloquo dos bivaques atacou em discurso os sacerdotes católicos, acusando-os de subverter a ordem e apregoando que fossem reprimidos como qualquer cidadão.
Foi professor universitário em Porto Alegre, São Leopoldo, Rio de Janeiro e Espírito Santo. Na PUCRS foi um dos fundadores do Instituto de Estudos Sociais, Políticos e Econômicos, em 1963, e dos cursos de pós-graduação em Economia, Sociologia e Política. Também atuou como advogado,jornalista, escritor, psicólogo e ajudou a fundar o Conselho Federal de Psicologia. Foi diretor-presidente da TV Educativa de Porto Alegre por poucos meses em 1983, sendo substituído por Cândido Norberto dos Santos.
Casado com Marina, teve sete filhos e nove netos.